# Leuchtturm Workum
Der Leuchtturm Workum ist ein ehemaliger Leuchtturm am Hafeneingang von Warkum in der niederländischen Provinz Friesland. 

## Geschichte
Der erste Leuchtturm in Workum wurde bereits im Jahr 1643 erbaut. Dieser einfache Turm bestand aus einer auf vier Eichenpfählen ruhenden Platte, auf der ein Feuerkorb platziert war. 1712 wurde das erste feste Bauwerk errichtet, ein offenes Feuer wurde jedoch beibehalten. Erst im Jahre 1880 wurde eine Öllampe installiert. Mit Errichtung des Abschlussdeiches und des damit verbundenen Abschlusses der Zuiderzee vom offenen Meer wurde der Leuchtturm überflüssig und im Jahre 1932 offiziell gelöscht und durch eine kleinere Richtfeuerlinie ersetzt.

## Finanzierung
Zur Finanzierung des Unterhalts des Leuchtturms erhob die damalige Gemeinde Workum von passierenden Schiffen ein "Vuur- en Bakengeld", eine Seezeichengebühr.